# Ephraim Halevy
 (février 2024).
Ephraïm Halevy (אפרים הלוי, né le 2 décembre 1934) est un expert en renseignement, diplomate et juriste israélien d'origine anglaise, le neuvième directeur du Mossad (1998-2002) et le 4e chef du Conseil de sécurité nationale israélien (en).

## Biographie
Il est né à Londres dans une famille juive orthodoxe ashkénaze. Son grand-père, le rabbin Efraïm Semonov, dont il a reçu le nom, était le gendre du rabbin Haïm Berlin qui a vécu et travaillé à Moscou et à Jérusalem. Après des études à Grocers Company School, il a émigré en Israël en 1948. Il a étudié le droit à l'université hébraïque de Jérusalem.  
Il coordonne dans les années 1970 l'intervention de conseillers militaires israéliens au côté de l'armée du sultan omanais dans le cadre de la guerre du Dhofar.   
Par-dessus tout, il est célèbre pour avoir œuvré en faveur du traité de paix avec la Jordanie. La relation étroite qu'il a entretenue avec le roi Hussein a permis à Halevy d'amener la Jordanie à prendre conscience que seul un accord de paix avec Israël permettrait au royaume hachémite de sortir de la crise, après la guerre du Golfe. 
Halevy estime qu'Israël doit accepter l'offre du Hamas d'une trêve à long terme et essayer de négocier, parce que selon lui, le mouvement islamique est respecté par les Palestiniens et qu'en général, il tient parole. À propos du Hamas, il déclare : « Ils ne sont pas très agréables, mais ils sont très, très crédibles ». En 2006, il publie le livre Man in the Shadow qui couvre l'histoire du Proche-Orient depuis la fin des années 1980. Efraïm Halevy est présentement membre du Comité international du Conseil et de la rédaction du Conseil israélien aux Affaires étrangères,.